# PEN-Zentrum deutschsprachiger Autoren im Ausland
Das PEN-Zentrum deutschsprachiger Autoren im Ausland ist Mitglied des Internationalen P.E.N. Es wurde 1934 nach der Gleichschaltung des P.E.N.-Clubs von Lion Feuchtwanger, Ernst Toller, Max Herrmann-Neiße und Rudolf Olden in Großbritannien unter dem Namen „Deutscher PEN-Club im Exil“ gegründet und 1948 in „PEN-Zentrum deutschsprachiger Autoren im Ausland“ umbenannt. Das Zentrum hatte bis 2005 seinen offiziellen Sitz in London. Seit 2006 hat es seinen Sitz am Wohnort des jeweiligen geschäftsführenden Sekretärs.
Dieses PEN-Zentrum trug zeitweise den Namen Exil-PEN, der auch heute noch verwendet wird.
Der Club entstand in der Absicht, die emigrierten Literaten zu sammeln und eine "antifaschistische Front" zu bilden. Zudem fungierte der P.E.N.-Club als Fluchthelfer und stellte den vielen staatenlosen Flüchtlingen eine Mitgliedskarte aus, die diese häufig als einziges Dokument zum Nachweis ihrer Identität vorweisen und mit dem sie sich ausweisen konnten (z. B. auch Isaak Baschewis Singer).
Seit 2017 vergibt das PEN-Zentrum deutschsprachiger Autoren im Ausland jedes zweite Jahr den  OVID-Preis für eine herausragende literarische Buchveröffentlichung in einer der drei Kategorien Poesie, Essay, Roman oder erzählende Prosa an einen auf Deutsch schreibenden Autor über 35 Jahren. 2017 erhielt Guy Stern den OVID-Preis für sein Lebenswerk, 2018 wurde Herta Müller mit dem Preis ausgezeichnet und für 2020 wurde Wolf Biermann der Preis für sein Lebenswerk zuerkannt; überreicht wurde ihm der Preis im Oktober 2021, wobei der Preis von Biermann sofort öffentlich an die Anwältin der inhaftierten belarussischen Musikerin und Bürgerrechtlerin Maryja Kalesnikawa weitergegeben wurde. 2022 erhielt die Ehrenpräsidentin Ruth Weiss den OVID-Preis.

## Präsidenten
- Heinrich Mann, 1934–1940
- Alfred Kerr, 1941–1947
- Hermann Friedmann, 1947–1950
- Richard Friedenthal, 1950–1952
- Hans Flesch-Brunningen, 1952–1957
- Ossip Kalenter, 1957–1967
- Will Schaber, 1967–1973
- Hans Günther Adler, 1973–1985
- Hans Keilson, 1985–1988
- Fritz Beer, 1988–2002
- Aliana Brodmann, 2003–2005
- Günter Kunert, 2005–2018
- Guy Stern, seit 2018–2022
- Gabrielle Alioth, seit 2022

## Ehrenpräsidenten
- Thomas Mann
- Ossip Kalenter
- Günter Kunert[5]
- Guy Stern
- Ruth Weiss[6]

## Sekretäre
- Rudolf Olden, 1934–1940
- Richard Friedenthal und Friedrich Burschell, 1941
- Richard Friedenthal, 1941–1950
- Wilhelm Sternfeld, 1950–1955
- Wilhelm Unger, 1955–1957
- Gabriele Tergit, 1957–1981
- Arno Reinfrank, 1981–1990
- Uwe Westphal, 1990–2002
- Andrea Reiter, 2003–2004
- Chaim Noll, 2004–2008
- Gabrielle Alioth, 2008–2009
- Hans-Christian Oeser, 2009–2011
- Gabrielle Alioth, 2012–2017
- Burkhard Bierschenck 2017–2018
- Axel Reitel kommissarisch Mai–Juni 2018
- Gabrielle Alioth 1. Juli 2018 – 20. September 2019
- Helga Druxes seit 22. September 2019

## Vorstand
Derzeit besteht der Vorstand aus Gabrielle Alioth (Präsidentin), Helga Druxes (Sekretär), Benjamin Stein (Schatzmeister), Freya Klier (Beisitzerin, Writers in Prison – WiP), Gino Leineweber (Beisitzer, Förderverein), Tomas M. Mielke (Beisitzer), Deborah Vietor-Engländer (Beisitzer).
Fedora Wesseler (Beisitzer)
Geschäftsführer ist Hubert Dammer, Vorsitzender des Fördervereins ist Gino Leineweber.

## Bekannte Mitglieder
- Renate Ahrens
- Gabrielle Alioth
- Reinhard Andress
- Shida Bazyar
- Wolf Biermann
- Burkhard Bierschenck
- Peter Blickle
- Daniel Cil Brecher
- Emina Čabaravdić-Kamber
- Albrecht Classen
- Esther Dischereit
- Helga Druxes
- Karsten Dümmel
- Roland Erb
- Andreas Eschbach
- Peter Finkelgruen
- Julia Franck
- Nina George
- Sabine Haupt
- Walter Hinderer
- Johann Holzner
- Barbara Honigmann
- Dana Horáková
- Hans Otto Horch
- Mahmoud Hosseini Zad
- Jana Jürß
- Adrian Kasnitz
- Freya Klier
- Reinhard Klimmt
- Ilko-Sascha Kowalczuk
- Christian Kracht
- Theodor Kramer
- Edwin Kratschmer
- Wojciech Kunicki
- Reiner Kunze
- Gino Leineweber
- Frederick Alfred Lubich
- Oliver Lubrich
- Paul Michael Lützeler
- Jürgen Maehder
- Andrei S. Markovits
- Marko Martin
- Alexander Philipp Mayer
- Wolfgang Mieder
- Herta Müller
- Armin Mueller-Stahl
- Hans-Christian Oeser
- Hans Poppel
- Doron Rabinovici
- Utz Rachowski
- Lutz Rathenow
- Dagmar Reichardt
- Axel Reitel
- Kurt Roeske
- Peter Rosenthal
- Susanne Schädlich
- Udo Scheer
- Boris Schumatsky
- Insa Segebade
- Nasrin Siege
- Benjamin Stein
- Guy Stern
- Eugenie Trützschler
- Fred Viebahn
- Deborah Vietor-Engländer
- Johannes von Moltke
- Ruth Weiss
- Rainer Würth
- Hans Dieter Zimmermann